# Hololena hola
Hololena hola là một loài nhện trong họ Agelenidae.
Loài này thuộc chi Hololena. Hololena hola được Ralph Vary Chamberlin miêu tả năm 1928.